# La domenica muoiono più persone
La domenica muoiono più persone (Los domingos mueren más personas) è  un film argentino del 2024 scritto, diretto e interpretato da Iair Said.

## Trama
David, un trentenne ebreo sovrappeso e omosessuale, fa rientro a Buenos Aires dopo essersi trasferito in Italia da qualche tempo. Il motivo del viaggio è la partecipazione al funerale dello zio ma, una volta tornato a casa, il ragazzo apprende che sua madre Dora ha deciso di staccare suo padre dal respiratore artificiale che lo tiene in vita.
David, che ha sempre avuto una relazione complicata con suo padre, reagisce con stupore alla notizia e cerca di colmare l'angoscia tentando al tempo stesso di convivere con la madre.

## Produzione
La pellicola rappresenta una co-produzione tra Argentina, Italia e Spagna.
Opera seconda del regista, rappresenta una storia con spunti autobiografici che con toni grotteschi punta a raccontare l'elaborazione del lutto e del dolore. Lo stesso Said affermò, parlando del film: "Qual è il prezzo che i vivi pagano per la morte di una persona cara? Questo è ciò di cui parla il mio film. Che cosa succede quando muoiono le persone "comuni", quelle non straordinarie, quelle che non sono state pioniere in nessuna scienza, che non sono morte per cause politiche, che non hanno eredità né testamenti? Cosa succede a quelli di noi che rimangono qui sulla terra con quei morti che solo noi ricorderemo? Quanto costa trascinare quel dolore? Un film su persone comuni che attraversano un momento di lutto mentre cercano di sopravvivere con un dolore che trasformerà le loro vite per sempre. Mi interessa esplorare il mondo della gente comune che lascia dei vuoti nelle famiglie semplici. Perché tutti meritiamo di essere eterni per qualcuno". Il regista, intervistato da Variety, precisò che la storia narrata non fosse totalmente autobiografica ma presentasse degli spunti reali derivanti dagli ultimi anni di malattia del padre.
Nel 2022, il progetto del film ricevette il sostegno del programma Ibermedia. Le riprese si conclusero il 19 maggio 2023; il regista vi recitò nel ruolo di protagonista maschile, venendo affiancato dalle attrici Rita Cortese, Juliana Gattas e Antonia Zegers.
Fu presentato in anteprima mondiale nel programma ACID (Association du Cinéma Indépendant pour sa Diffusion) del Festival di Cannes il 20 maggio 2024 e fu candidato alla Queer Palm. Sempre nel 2024, il film venne incluso nella sezione "Horizontes Latinos" del Festival internazionale del cinema di San Sebastián.
In Italia, venne presentato nel 2025 al Bif&st nella sezione "A Sud".

## Accoglienza
Ankit Jhunjhunwala di Screen Anarchy apprezzò le performance attoriali del cast ma definì il film "un dramma funebre devastato da un ritmo lento". Riservò comunque parole di stima nei confronti del regista e sceneggiatore, affermando "L'acutezza emotiva di Said, tuttavia, e il suo punto di vista unico lo rendono una nuova voce preziosa nel cinema".
Nicholas Bell su Ioncinema scrisse "si tratta di un'interessante dissezione delle identità che coinvolge un argentino gay, sovrappeso, ebreo di una particolare età, le cui esperienze di crescita in un certo tempo e luogo lo hanno paralizzato in un ritmo ripetitivo di sviluppo arrestato. Esibendo comportamenti discutibili, spesso auto-sabotatori e proibitivi per il suo benessere, Said porta questo ritratto un po' triste a una nota di grazia silenziosamente commovente, suggerendo che il lato positivo della perdita è un promemoria motivazionale per i vivi".
Su La Nación, Pablo De Vita paragonò lo stile umoristico dell'opera a quello di Woody Allen e scrisse che il film "riesce a far sorridere lo spettatore quando guarda nell'abisso della tragedia".
Nuria Vidal di Cinemanía apprezzò la pellicola, che definì "Un film leggero e inclassificabile, pieno di fascino".
Marc van de Klashorst asserì che Said avesse sfruttato poco Antonia Zegers, ritenne "piuttosto basilari" le scelte di montaggio e "poco ispirato" il lavoro compositivo, ma apprezzò in linea generale la pellicola, affermando "Coloro che vedono questo piccolo film senza pretese ma finemente realizzato saranno senza dubbio sorpresi dal suo approccio intelligente a un argomento delicato, e La domenica muoiono più persone è una testimonianza dell'elenco in continua espansione di talenti di Said".
Su Otros Cines, Diego Batlle recensì in maniera entusiastica il film, sostenendo che "ha diverse aree e strati che lo rendono attraente ed emotivo. Una tragicommedia che onora il termine, in quanto trova irruzioni di gradito umorismo assurdo (con qualcosa del cinema di Martín Rejtman) anche nei momenti più tragici".

## Riconoscimenti
- 2024 - Festival di Cannes
  - Candidatura alla Queer Palm

- 2024 - Festival internazionale del cinema di San Sebastián
  - Candidatura al Premio Sebastiane per il miglior film
  - Candidatura nella sezione Orizzonti

- 2024 - Guanajuato International Film Festival
  - Candidatura al miglior film internazionale